# Institut d'administration des entreprises de Grenoble
O IAE de Grenoble (Institut d'administration des entreprises de Grenoble) é uma escola de negócios situada na França na cidade de Grenoble. É vinculado à Universidade Pierre Mendés France - Grenoble II (UPMF) e se situa no campus de Saint-Martin d'Hères, na zona metropolitana de Grenoble.
Segundo o ranking da Eduniversal, em 2013 o IAE de Grenoble foi considerado como a 27ª melhor escola de negócios da França, sendo classificado como uma escola de negócios excelente.